# Brozolo
Brozolo là một đô thị ở tỉnh Torino trong vùng Piedmont, có vị trí cách khoảng 30 km về phía đông của Torino, nước Ý. Tại thời điểm ngày 31 tháng 12 năm 2004, đô thị này có dân số 478 người và diện tích là 8,9 km².
Brozolo giáp các đô thị: Verrua Savoia, Brusasco, Moransengo, Robella, và Cocconato.